# Francisco Javier Aguilar González
Francisco Javier Aguilar González (* 1895 in Ixmiquilpan; † 17. März 1972 in Mexiko-Stadt) war ein mexikanischer Botschafter.

## Leben
Francisco Javier Aguilar González war ein Cousin von Francisco Madero. Francisco Javier Aguilar González berichtete, dass er auf Seiten von Pancho Villa gekämpft hätte. 1920 trat er in die Mexikanische Armee ein. Er studierte am Heroico Colegio Militar.
Er war Beobachter bei der französischen Armee, Militärattaché in Washington, D.C., Stockholm und Rom. 1940 war er Abteilungsleiter im Verteidigungsministerium, mit der Besoldung eines Brigadegenerals. 1950 wurde er als Divisionsgeneral besoldet.
Juan Alberto Cedillo, behauptet in seinem 2007 erschienenen Buch Los nazis en México, Francisco Javier Aguilar González sei der Kopf eines Kartells zum Transport von Betäubungsmitteln und für Militärische Aufklärung im Auftrag der Regierungen der Achsenmächte gewesen, zu welchem das Unternehmen des Gouverneurs von San Louis Potosi Gonzalo N. Santos gehört hätte.
Francisco Javier Aguilar González war von 14. März 1935 bis 18. August 1938 mexikanischer Botschafter in Tokio, wo er ein Pferd für die für Prinzessin Teru, die Tochter von Hirohito zähmte und vom 1. Mai 1937 bis 18. August 1938 bei Lin Sen in Nanjing akkreditiert war.
Robert Capa reiste 1938 nach China und berichtete über den chinesischen Widerstand gegen die japanische Besatzung.
Vom 10. bis zum 30. Juli 1939 fotografierte Capa die Tour de France und übersiedelte in die USA, wo er eingebürgert wurde.
In der Agentur Capa in Paris packte der Partner von Capa, Emérico Chiki Weisz etwa 4500 Negative in drei Kisten und begab sich über Marseille nach Algier.
In Marseille war Francisco Javier Aguilar González Konsul. Emérico Chiki Weisz heiratete 1946 in Mexiko Leonora Carrington. Als 1995 die Tochter von Francisco Aguilar González sein Haus verkaufte, wurden die drei Kisten, die Emérico Chiki Weisz 1940 gepackt hatte wiederentdeckt.
Am 9. Dezember 1940 wurde Francisco Javier Aguilar González zum Botschafter in Frankreich ernannt und erhielt am 14. Februar 1941 sein Akkreditierungsschreiben für das Vichy-Regime, dem er nicht erklärte ob er in der Stadt bleiben wollte und Vereinbarungen traf, welchen es spanischen Flüchtlingen erlaubte Frankreich zu verlassen.
1944 begab sich Francisco Javier Aguilar González nach Lissabon, wo er am 1. Mai zum Botschafter ernannt wurde.
Vom 28. August 1947 bis 14. Januar 1949 war Francisco Javier Aguilar González in Nanjing bei Chiang Kai-shek akkreditiert.
Zur Präsidentschaftswahl in Mexiko 1952 behauptete Francisco Javier Aguilar González, dass Miguel Alemán Valdés und seine Freunde, umfangreiche Vermögen auf kanadischen und schweizerischen Banken deponiert hätten.
| Vorgänger                                | Amt                                                                         | Nachfolger                         |
| ---------------------------------------- | --------------------------------------------------------------------------- | ---------------------------------- |
| Miguel Alonzo Romero                     | Mexikanischer Botschafter in Tokio 14. März 1935 bis 18. August 1938        | Primo Villa Michel                 |
| Carlos Augusto Baumbach Griethe          | Mexikanischer Botschafter in Nanjing 1. Mai 1937 bis 18. August 1938        | Armando Cuitlahuac Amador Sandoval |
| José Luis Ignacio Rodríguez Taboada      | Mexikanischer Botschafter in Vichy 14. Februar 1941 bis Sommer 1942         | Antonio Ríos Zertuche              |
| Juan Manuel Álvarez del Castillo         | Mexikanischer Botschafter in Lissabon 11. September 1944 bis 11. März 1945  | Luciano José Joublanc Rivas        |
| Heliodoro Escalante Ramírez              | Mexikanischer Botschafter in Nankíng 28. August 1947 bis 14. Januar 1949    | Joaquín Barrera Aceves             |
| Luciano José Joublanc Rivas              | Mexikanischer Botschafter in Helsinki 28. März 1945 bis 15. Mai 1947        | Salvador Pardo Bolland             |
| Vicente Luis Ignacio Benéitez y Clavarie | Mexikanischer Botschafter in Buenos Aires 18. April 1956 bis 11. April 1959 | Francisco de Asís de Icaza y León  |